# Іліас Вутьєрідіс
Іліас Вутьєрідіс (грец. Ηλίας Βουτιερίδης) (1874, Сулина — 10 серпня 1941, Афіни) — грецький філолог, історик і критик літератури, літературознавець, журналіст, публіцист, поет, прозаїк, драматург та революціонер кінця ХІХ — першої половини ХХ століть.

## Біографія
Іліас Вутьерідіс народився у 1876 році у місті Суліна, Румунія, де на той час проживало багато греків-вихідців з Іонічних островів. Сім'я Вутьєрідісів походила з міста Метоні, що знаходиться у Мессинії. Батько Іліаса, Перикл, приїхав у Суліну для роботи у Грецькому Консульстві, та вже у 1878 році перевівся до грецького міста Патри. Невдовзі після смерті батька у 1889 році Іліас разом із сім'єю повертається до Афін, де він і проведе залишок свого життя.
Під час навчання в Афінській гімназії Іліас знаходить підробіток, щоб покращити фінансовий стан сім'ї. Він починає давати дітям приватні заняття з різних предметів. У шістнадцятирічному віці хлопець вже проявив себе як талановитий журналіст, працюючи у греко-французькій газеті «Дипломатична пам'ятка Афін». У цей час Іліас також розвивається як поет та перекладач. Його перші твори були опубліковані на сторінках журналів «Фісис» та «Неологос». Після закінчення гімназії Вутьєрідіс вступає до Афінського університету, де навчається на філологічному факультеті.
У 1887 році вирушив волонтером для участі у Критському повстанні, яке призвело до виводу турецьких військ з острову. Про цю подію Вутьєрідіс згодом напише у своєму творі «Історія критської революції 1887 року» (1898).
Після революції Іліас активно займається журналістикою, працює кореспондентом та редактором у різних періодичних виданнях: «Неологос», «Акрополіс», «Тилеграфос», «Патріс» та ін. Свої переклади, статті та дослідження публікує у літературному журналі Нумас, який культивував на той час розмовну форму грецької мови (димотику). Саме на сторінках цього видання твори Вутьєрідіса виходять під псевдонімами «Грифілас», «Горгіус», «Ставрос Ламбетіс» та «Тімонас». А вже у 1900 році світ побачив його першу поетичну збірку під назвою «Хмари».
У 1904 році прибув до Александрії з метою відстоювати там ідеї «димотикізму». Хоча Вутьєрідіс і підтримував модернізацію грецької мови, у своїй творчості він залишався консерватором.
Протягом 1908-1910 років мешкав у Салоніках, де таємно співпрацював із Грецьким Консульством. У 1910 році повертається на Крит, щоб підтримати Ліберальну партію Елефтеріоса Венізелоса. Вутьєрідіс активно пропагував ідеї цього політичного діяча у газеті «Скріп».
Упродовж 1911-1912 років був головним редактором власного журналу «Хроніка».
Під час Балканських війн (1912-1913) та в період Малоазійського походу грецької армії (1919-1922) Вутьєрідіс був кореспондентом газети «Патріс».
До кінця свого життя Вутьєрідіс активно займався літературною діяльністю та обіймав різні високі посади. Він став одним із найвидатніших публіцистів свого часу.
Іліас Вутьєрідіс помер 10 серпня 1941 року в Афінах.

## Творча та професійна діяльність
Іліас Вутьєрідіс із самого початку своєї творчої діяльності пропагує димотику. З 1893 року публікує свої переклади димотикою Лонга, Лукіана, Фукідіда, Софокла та інших античних поетів та письменників. Згодом додає власні статті розмовною грецькою мовою до Великої Грецької Енциклопедії та до Енциклопедичного словника Елевтерузакиса. Також Вутьєрідіс був одним із перших сучасних літературознавців, деякі праці якого досі вважаються актуальними.
Великий внесок він зробив для розвитку такої галузі як Історія новогрецької літератури. Його праці «Історія новогрецької літератури 1453]]-1800]] років» у двох томах (1924-1927) та «Коротка історія новогрецької літератури 1900-1930 років» (1933) є особливо цінними для вивчення.
Поетичний доробок Вутьєрідіса складають наступні збірки: «Хмари» (1900), «Таємні праці» (1920), «Елегії» (1924), «Військові оди» (1941).
Вутьєрідіса можна також вважати талановитим драматургом. Його трагедії поділяють на три групи: традиційно грецькі («Міст Арти» «Породжена сонцем»), на міфологічні сюжети («Касандра»), на соціально-важливі теми («Тінь вбитого», «Коли ми любимо», «Політика, яка вбиває»). Окрім цих творів йому належать ще багато п'єс: «Чоловік», «Джуана», «Колесо кохання» та ін.
Завдяки своїй активній політичній та літературній діяльності Вутьєрідіс займав високі посади: секретар Національної бібліотеки (1923-1939), почесний член «Союзу грецьких журналістів» (1914-1941) та його голова (1921-1924), професор новогрецької літератури у Професійній школі театру (1924-1930), а згодом у Школі Драми Національного театру (1930-1941). Деякі його твори були поставлені на сцені цього театру.
Успіхи у різних творчих та професійних сферах зробили Іліаса Вутьєрідіса одним із відомих представників покоління грецької інтелігенції початку ХХ століття.

## Праці[11]
Історичні:
- Історія критської революції 1887 року (Ιστορία της Κρητικής Επανάστασης του 1897, 1898)
- Щоденник батальйону обраних критян: боротьба Криту у повстанні 1897 року у східних провінціях (Ημερολόγιον του τάγματος των επιλέκτων Κρητών : Ο αγών της Κρήτης κατά το 1897 εν ταις ανατολικαίς επαρχίαις, 1898)

Літературознавчі:
- Історія новогрецької літератури 1453-1800 років, у двох томах (Η Ιστορία της Νεοελληνικής Λογοτεχνίας 1453-1800, 1924-1927, 2 τόμοι)
- Коротка історія новогрецької літератури 1900-1930 років (Η Σύντομη Ιστορία της νεοελληνικής λογοτεχνίας 1900-1930, 1933)
- Новогрецька література: її історичний розгляд (Η Νεοελληνική Λογοτεχνία : Γενικό ιστορικό εξέτασμά της, 1930)
- Історія Візантійської літератури (Επίτομος ιστορία της Βυζαντινής Λογοτεχνίας, 1935)
- Новогрецька поезія (Νεοελληνική στιχουργική, 1929)

Поетичні збірки:
- «Хмари» (Σύννεφα, 1900)
- «Пілігрим» (Ο προσκυνητής, 1907)
- «Келадос», сонети (Κέλαδος : σονέττα, 1917)
- «Таємні праці» (Μυστικές λειτουργίες, 1920)
- «Елегії» (Ελεγειακά, 1924)
- «Військові оди» (Πολεμικές ωδές, 1941)

Драматургія:
- «Міст Арти» (Το Γεφύρι της Άρτας)
- «Породжена сонцем» (Η Ηλιογέννητη)
- «Тінь вбитого» (Ο ίσκιος του πεθαμένου)
- «Коли ми любимо» (Όταν αγαπούμε) και
- «Політика, яка вбиває» (Η Πολιτική που σκοτώνει)
- «Чоловік» (Ο άνδρας)
- «Джуана» (Ζουάνα)
- «Колесо кохання» (Τα ρόδα της αγάπης)

Проза:
- «Маріос» (Μάριος, 1923)
- «Коли ми любимо» (Όταν αγαπούμε, 1924)